# Sunni Ittehad Council
Le Sunni Ittehad Council est un parti politique islamiste pakistanais fondé en 2009, qui devient la première force du pays après les élections législatives de 2024 et le ralliement des députés du Mouvement du Pakistan pour la justice.

## Historique
Malgré la répression, le Mouvement du Pakistan pour la justice (PTI) arrive en tête des élections législatives pakistanaises de 2024, à la surprise générale. La lenteur du dépouillement fait soupçonner une fraude électorale.
Pour réclamer ses sièges réservés, le PTI appelle ses députés indépendants à rejoindre les rangs du Sunni Ittehad Council le 19 février. La commission électorale a confirmé la possibilité d'obtenir ces sièges, puisque le parti n'a pas présenté de liste pour les sièges réservés, bien que ça n'ait jamais eu lieu par le passé malgré les ralliements. Le doute subsiste puisque le parti n'a pas participé au scrutin.
Le 4 mars, arguant que le parti n'a pas présenté de candidat lors du scrutin, ni publié la liste des candidats aux sièges réservés en décembre 2023, la commission électorale rejette la demande du SIC d'obtenir les sièges réservés et décide de les accorder aux autres partis. Les députés désignés prêtent serment le 8 mars malgré la protestation du PTI. L'Assemblée nationale accepte l'adhésion des députés indépendants du PTI au SIC le 1er mai 2024.
Le 12 juillet, la Cour suprême invalide la décision de la commission électorale privant le PTI de ses sièges réservés. Le 15 juillet, le gouvernement annonce faire appel de la décision de la Cour suprême. Le 27 juin 2025, la chambre constitutionnelle de la Cour suprême déclare en appel le PTI inéligible aux sièges réservés. Le parti ne dispose plus de recours.